# Innamorato (Blanco)
| Recensione       | Giudizio |
| ---------------- | -------- |
| All Music Italia | 8,5/10   |
| Newsic           | 7/10     |
| Ondarock         | 6/10     |
| Rockol           | 7,5/10   |

Innamorato è il secondo album in studio del cantautore italiano Blanco, pubblicato il 14 aprile 2023 dalla Island e Universal Italia.

## Tracce
Testi e musiche di Riccardo Fabbriconi e Michele Zocca, eccetto dove indicato diversamente.
1. Anima tormentata – 2:56
2. Ancora, ancora, ancora – 2:45 (Davide Simonetta, Michele Zocca, Riccardo Fabbriconi)
3. Un briciolo di allegria (con Mina) – 3:27
4. Lacrime di piombo – 3:16
5. L'isola delle rose – 3:07
6. Innamorato – 2:36
7. Scusa – 2:55
8. Fotocopia – 3:22
9. Giulia – 3:13
10. La mia famiglia – 2:17
11. Raggi del Sole – 3:11
12. Vada come vada – 5:57 – al minuto 2:48 della versione fisica inizia la traccia fantasma Stella

Traccia bonus nella riedizione streaming
1. Bruciasse il cielo – 3:57 (Riccardo Fabbriconi, Davide Petrella, Michele Zocca)

## Classifiche

### Classifiche settimanali
| Classifica (2023) | Posizione massima |
| ----------------- | ----------------- |
| Italia            | 1                 |
| Svizzera          | 6                 |

### Classifiche di fine anno
| Classifica (2023) | Posizione |
| ----------------- | --------- |
| Italia            | 12        |